# Pitve (kulturno-povijesna cjelina)
Kulturno-povijesna cjelina Pitava, općina Jelsa, zaštićeno kulturno dobro.

## Opis dobra
Kulturnopovijesna cjelina Pitve nalazi se na južnim obroncima planinske kose koji se spuštaju prema velikome polju u središnjem dijelu otoka Hvara. Izraziti i dobro sačuvani stambeni sklopovi još uvijek neokrnjeni novijim gradnjama kao spomenici pučkoga graditeljstva te očuvan neizgrađen kultiviran krajolik između pitovskih aglomeracija daju kulturnopovijesnoj cjelini Pitve istaknutu spomeničku vrijednost.

## Zaštita
Pod oznakom Z-6762 zavedena je kao nepokretno kulturno dobro - kulturno-povijesna cjelina, pravna statusa zaštićena kulturnog dobra, klasificirano kao "ruralna cjelina".